# ラモン・グロッソ
ラモン・グロッソ(Ramón Grosso、1943年12月8日 - 2002年2月13日）は、スペイン・マドリード出身の元サッカー選手。現役時代のポジションはFW、MF。

## 経歴
ADプルス・ウルトラで育ったグロッソは、1964年に同じマドリードを本拠地とするアトレティコ・マドリードへレンタルされる。そこで12試合に出場した後、レアル・マドリードへと戻った。アルフレッド・ディ・ステファノが去った後は背番号9を受け継ぎ、1967年に行われたディ・ステファノの記念試合であるセルティック戦では、ディ・ステファノが前半にピッチを去る際、ボールを拾ってグロッソへ手渡し、信頼を示した。その後もイエイエ・マドリードと呼ばれる世代の一員として12年間プレーし、1976年に引退した。
スペイン代表では14試合プレーし、ユーロ1968予選のトルコ代表で自身唯一の代表ゴールを挙げた。
指導者としても、1987年と1997年にカスティージャの指揮を執っていたことがある。
レアル・マドリード100周年記念の1ヵ月前となる2002年2月13日に亡くなった。
孫のマルコス・ジョレンテもサッカー選手。

## タイトル
- リーガ・エスパニョーラ 1964, 1965, 1967, 1968, 1969, 1972, 1975, 1976
- コパ・デル・レイ 1970, 1974, 1975
- UEFAチャンピオンズカップ 1965-66